# مالك العبد المنعم
مالك سعد العبد المنعم (مواليد 1 يناير 1998) هو لاعب كرة قدم سعودي يلعب حاليًا في نادي الفيحاء . 

## مسيرة اللاعب
مثل سابقاً نادي الزلفي في الفئات السنية وشارك معهم في دورة الصعود للدرجة الثانية في عامي 2016 و 2017 و لم ينجح الزلفي في الصعود وأعير إلى نادي الخلود للمشاركة في دورة الصعود للدرجة الثانية في عام 2017 و صعد معهم للدرجة الثانية وبعدها إنتقل إلى نادي الهلال الأولمبي ووقع مع نادي الخلود في صيف 2018 و وقع مع نادي التعاون مطلع عام 2020 و انتقل إلى نادي الفيحاء في صيف 2021 .

## وصلات خارجية
- مالك العبد المنعم على موقع Soccerway.com (الإنجليزية)
- مالك العبد المنعم على موقع كووورة